# (814) Tauris
(814) Tauris est un astéroïde de la ceinture principale découvert par Grigori Néouïmine à Simeïz le 2 janvier 1916. Il est situé entre Mars et Jupiter.